# Felice Tantardini
Felice Tantardini est un religieux italien, né à Introbio en Italie le 28 juin 1898, mort à Taunggyi en Birmanie le 23 mars 1991.
Forgeron puis soldat, il devient frère de l'Institut Pontifical pour les Missions Étrangères, et part comme missionnaire laïc en Birmanie pendant 70 ans. Il y construit des églises, des écoles, des maisons paroissiales, des hôpitaux, des séminaires, des orphelinats, des couvents, tout en menant une intense vie de prière et de service. Il est reconnu vénérable par le pape François. Sa fête est le 23 mars.

## Biographie

### Jeunesse
Felice Tantardini naît le 28 juin 1898 à Introbio, dans la province de Côme, dans le nord de l'Italie. Il est le sixième des huit enfants de Battista Tantardini et de Maria Magni. Ses parents sont pieux et récitent le chapelet chaque soir avec leurs enfants. Parmi ses frères et sœurs, il y a Giuseppe, Primo et leur sœur Anna.

### Forgeron, soldat
Il redouble sa troisième année d'école primaire pour améliorer son éducation de base, et commence à travailler en 1908 comme apprenti forgeron sous les ordres de son frère aîné Giuseppe dans son atelier. En 1911, son père meurt dans un tragique accident après une inondation soudaine qui envahit son atelier d'électricien construit au bord de la cascade de Troggia ; ses ossements ne sont  retrouvés qu'en 1914. En 1915, Felice Tantardini commence à travailler à la centrale électrique Ansaldo à Gênes,.
Pendant la Première Guerre mondiale, il s'engage dans les forces armées italiennes, puis il est exempté du service actif car il travaille pour une entreprise contribuant à l'effort de guerre italien. La défaite italienne à la bataille de Caporetto le 24 octobre 1917 le rappelle au service actif. Après deux mois d'entraînement, il est envoyé sur la ligne de front en janvier 1918. Deux jours plus tard, les soldats allemands le capturent ainsi que 60 autres italiens, et les emmènent à Vittorio Veneto où il est affecté à travailler sur les chemins de fer. Il souffre de la faim et du froid qui nuisent à sa santé. Il est souvent transféré d'un camp de prisonniers à un autre, envoyé à Udine puis à Gorizia avant d'être envoyé à Belgrade en Serbie. Pendant son séjour en tant que prisonnier de guerre, il dort à même le sol et prend deux repas composés de betteraves rouges cuites à l'eau ; les transgressions entraînent des coups de fouet. Il réussit son évasion en décembre 1918 aux côtés de quatre autres camarades en rampant dans un canal de drainage puis atteint la Grèce et peut ainsi rentrer chez lui. Revenu en juin 1919, il passe un peu plus de deux semaines à se rétablir avant d'être envoyé pendant trois mois pour prendre l'île de Kalymnos.
Il reprend ensuite son travail de forgeron dans sa province natale, puis est électricien auprès de la société Camisolo Mine Limited. Pendant ce temps, il commence à lire de vieux magazines détaillant les travaux entrepris dans les missions. Il éprouve alors le désir de participer lui-même à ces missions. Il commence à rêver des missions quand son patron veut lui faire épouser l'une de ses trois filles. Sa mère soutient sa décision mais l'avertit de s'assurer que son choix est sincère et pas seulement une impulsion passagère,.

### Missionnaire laïc en Birmanie
Le 20 septembre 1921, Felice Tantardini entre à l'Institut pontifical pour les missions étrangères à Milan. L'année suivante, le 24 juin 1922, il reçoit le costume clérical des mains du supérieur général, le père Giuseppe Armanasco. Il reçoit le crucifix de la mission le 15 août suivant.
Dix mois après être entré à l'Institut pour les missions, il est envoyé dans les missions en Birmanie en tant que frère coopérateur religieux. Il quitte le continent pour sa nouvelle mission en embarquant à Venise le 2 septembre 1922. Après deux semaines de traversée, il séjourne à Bombay en Inde. De là, il se rend à Calcutta, puis à Rangoon en Birmanie, et enfin à Taungû par le train.
Felice Tantardini commence ainsi sept décennies de travail dans les missions birmanes. Il ne rentre qu'une fois en Italie, d'avril 1956 à janvier 1957, pour se reposer de son travail continu et reprendre des forces. À son arrivée en Birmanie, il est d'abord affecté à la mission de Taungû, mais il passe ensuite de mission en mission selon les travaux à effectuer. Il parcourt de longues distances souvent à pied ou à cheval sous le soleil brûlant ou des pluies torrentielles. Il rencontre parfois des groupes de guérilleros ou même des bêtes sauvages ou des animaux comme des serpents et des tigres. Il se fait remarquer par ses efforts constants pour améliorer la vie des communautés locales : il construit des églises et des couvents, ainsi que des écoles et des orphelinats. Tantardini supervise également la construction d'hôpitaux et de ponts pour aider à améliorer les infrastructures locales,.
Il travaille également parfois comme menuisier ou plombier, et pratique aussi l'agriculture, l'arboriculture et la maçonnerie. En 1973, le gouvernement italien lui décerne le titre de « Maître du travail » pour sa « contribution à honorer le travail italien à l'étranger ».
Tantardini est enthousiaste à l'idée de pouvoir aider les communautés locales et contribuer à l'annonce de l'Évangile. On lui demande parfois de faire une catéchèse pour enfants et personnes âgées, mais il est plus connu pour avoir travaillé avec son enclume et son marteau comme forgeron ; il est devenu connu comme le « forgeron de Dieu » en raison de son activité. Il travaille aussi de temps en temps avec les lépreux. Le bienheureux Clemente Vismara a dit un jour que « la faiblesse de Frère Felice est la pipe », car il est connu pour fumer souvent la pipe.
Il commence sa journée de travail à 4h30 et la termine à 22h. Il ponctue ses travaux de la prière du rosaire, récitant trois chapelets par jour. Il termine chaque journée par une heure d'adoration.
Il a failli mourir plusieurs fois pendant les bombardements japonais après leur invasion pendant la Seconde Guerre mondiale. Il s'occupe des personnes touchées à ce moment-là, malgré ses propres craintes. 
Ses supérieurs, y compris Mgr Giovanni Battista Gobbato, demandent à Tantardini de prendre sa retraite après avoir fêté ses 85 ans car ils estiment qu'il se fatigue trop et qu'il devient trop fragile. C'est durant cette période de retraite que son évêque lui demande d'écrire sur sa propre vie. Tantardini raconte alors son travail dans les missions et comment il s'est débrouillé pendant l'invasion japonaise et les bombardements de la Seconde Guerre mondiale, tout en évoquant les luttes entre les différents groupes ethniques. Sa retraite ne l'a pas vu cesser tout son travail car il continuait d'aider les gens des communautés locales. Le père Mariano a dit un jour que Tantardini est « enthousiaste pour son travail et que son enthousiasme est contagieux, bénéficie au travail en cours et touche tous ceux qui travaillent avec lui ». Mariano a également qualifié Tantardini de serein, et apte à la plaisanterie.
Tantardini meurt le 23 mars 1991. Il était malade depuis quelque temps et ne pouvait plus supporter les derniers mois. Ses restes ont été enterrés dans le jardin du centre pour handicapés Saint Enfant Jésus dans la banlieue de Payaphyu. Sa tombe est devenue un lieu de pèlerinage après sa mort ; des miracles ont été rapportés sur sa tombe,.

## Procédure de béatification
Sa mort suscite des appels insistants pour entamer la procédure en vue de sa béatification. Des démarches sont faites en ce sens en 1994 et en 1999, pour être sûr que la cause puisse être ouverte. La cause est introduite le 23 mai 2000 après l'accord préalable (Nihil obstat) de la Congrégation pour la cause des saints. La procédure diocésaine se termine le 2 août 2001. La documentation et les témoignages sont alors envoyés à Rome pour une évaluation supplémentaire ; le processus diocésain est validé par Rome le 28 janvier 2005.
La postulation (les promoteurs de la cause) compilent le dossier de la Positio et le soumettent en 2011 à la Congrégation pour la cause des saints, pour évaluation. Les neuf théologiens de la commission théologique approuvent la cause à l'unanimité le 22 mai 2018. Les cardinaux et les évêques de la congrégation ont ensuite à leur tour approuvé la cause. 
Le pape François approuve le 11 juin 2019 le décret reconnaissant le fait que Tantardini a pratiqué les vertus héroïques tout au long de sa vie. Felice Tantardini est ainsi proclamé vénérable,.